# Brenda's Got a Baby
Brenda's Got a Baby is de tweede single van 2Pacalypse Now, het eerste studioalbum van rapper 2Pac. Het nummer, waarop ook R&B zanger Dave Hollister te horen is, gaat over een 12-jarig meisje (Brenda), dat in de ghetto woont en zwanger is. Brenda kan niet voor haar baby zorgen en 2Pac bekritiseert de steun die een jonge moeder krijgt van de vader van het kind en van de regering en de maatschappij.
2Pac schreef dit nummer nadat hij een artikel in de krant had gelezen over een 12-jarig meisje, dat zwanger was gemaakt door haar neef. Ze wilde niet dat haar ouders wisten dat ze een baby had en daarom gooide ze haar kind in een verbrandingsoven.

## Tekst
Het nummer begint met de titel, die een aantal keer achter elkaar gezongen wordt. De rest van het nummer is eigenlijk één lang couplet van 2Pac. Hij begint met vertellen aan een groep mensen, dat hij heeft gehoord dat Brenda zwanger is. Hij zegt ook dat Brenda bijna geen opleiding heeft gehad en eigenlijk maar net kan schrijven. De familie van Brenda is arm en haar vader is verslaafd aan heroïne. Brenda kan haar zwangerschap succesvol verbergen en 2Pac legt uit dat haar familie een baby niet erg zou vinden, als ze hulp zouden krijgen van de regering.
Later in het nummer verlaat de vader zijn vriendin en nog ongeboren kind. Brenda bevalt in de badkamer en probeert de baby verborgen te houden. Ook probeert ze haar baby in een vuilnisbak te gooien. Maar zodra de baby begint te huilen, komt Brenda toch weer terug en neemt ze de baby weer mee. Ze schaamt zich zo voor zichzelf, dat ze wegloopt van huis.
Brenda begint met het zoeken naar een baan, maar hierin is ze niet erg succesvol. Ze probeert cocaïne te verkopen, maar wordt zelf beroofd. Toen zag ze prostitutie als enige uitweg om geld te verdienen. Deze levensstijl zorgt er uiteindelijk voor dat Brenda wordt vermoord, maar uit de tekst kan niet worden afgeleid hoe ze vermoord is. Wat er gebeurt met de andere personen uit het nummer (haar familie, haar vriend en de baby) is ook niet duidelijk.

## Populariteit
Het nummer Brenda's Got a Baby is vaak geprezen, onder andere door Nas, The Game en Mary J. Blige. The Game heeft het over dit nummer in zijn eigen single Hate It or Love It, waarin hij rapt: "Pac is gone and Brenda's still throwing baby's in the garbage.
Het nummer kwam ook voor in de film Scary Movie, waar "Brenda Meeks" een baby kreeg op dezelfde manier als 2Pac beschrijft.